# Lotte Claes
Lotte Claes (* 5. Mai 1993 in Sint-Niklaas) ist eine belgische Radrennfahrerin und ehemalige Duathletin.

## Sportlicher Werdegang
Claes betrieb neben ihrem eigentlichen Beruf als Krankenpflegerin lange Zeit Duathlon, wo sie 2018 belgische Meisterin war. 2019 trat sie zusammen mit anderen Duathleten und Triathleten in Kamp Waes auf, einer belgischen Reality-TV-Show. 2021 trat sie bei den belgischen Radsport-Meisterschaften im Einzelzeitfahren an und gewann den Titel in der Kategorie der Vereinsfahrerinnen. Sie erhielt daraufhin ein Vertragsangebot des Teams Doltcini-Van Eyck und fuhr ab August erstmals internationale Rennen wie die Toskana-Rundfahrt oder die Tour de l’Ardèche.
Claes betrieb den Straßenradsport zunächst weiter parallel zu ihrem Beruf und dem Duathlon; in letzterem Sport wurde sie 2022 Vize-Weltmeisterin in der Langdistanz und 2023 Dritte. Erst 2024 machte sie mit dem Wechsel zu Arkéa den Schritt zum Vollprofi. Bei den Straßenradsport-Weltmeisterschaften 2024 war sie erstmals Mitglied der Nationalmannschaft. Ihren ersten internationalen Sieg erzielte sie überraschend im März 2025 bei Omloop Het Nieuwsblad, einem klassischen Rennen der WorldTour, aus einer Ausreißergruppe heraus.

## Erfolge
2025
Omloop Het Nieuwsblad